# Mein Vater, der Türke
Mein Vater, der Türke ist ein autobiografischer deutscher Dokumentarfilm von Marcus Attila Vetter in Zusammenarbeit mit Ariane Riecker aus dem Jahr 2006. Der abendfüllende Film wurde mehrfach ausgezeichnet.

## Inhalt
Der Film schildert die erste ausführliche Begegnung des Autors, Sohn einer Deutschen und eines Türken, mit seinem 72 Jahre alten Vater und seiner Familie während eines dreiwöchigen Sommerurlaubs in der Türkei. Auch zwei von Vetters vier Halbschwestern sind zugegen und nehmen den ihnen ebenfalls bis dahin unbekannten Deutschen freundlich in die Familie auf. Nebenbei wird die Geschichte der Liebesbeziehung zwischen Marcus’ Eltern erzählt, aber auch das jähe Ende dieser Beziehung noch vor der Geburt des Autors. In Interviewsituationen mit seinem Vater versucht der Autor Antworten auf offene Fragen zu erhalten, z. B. warum er die Mutter verlassen hat oder nie für ihn da war. Auch Vetters Schwestern beginnen ihren Vater, der zunächst den Fragen ausweicht, sie schließlich aber doch beantwortet, zur Rede zu stellen.
Im Vordergrund des Filmes steht die anrührende Annäherung zwischen Sohn und Vater. Letztgenannter reflektiert im Gespräch mit seinem Sohn die Themen Islam, Familie, aber auch unterschiedliche Wertvorstellungen in unterschiedlichen Kulturen. Hierbei benutzt er häufig die deutsche Sprache, die er trotz seiner jahrzehntelangen Abwesenheit von Deutschland immer noch beherrscht.
Vetter selbst fragt sich, warum er erst im Alter von 38 Jahren das Treffen mit seinem Vater einleitete.
War es wegen der Postkarte, die er mir mit 18 geschickt hat, auf der eine halbnackte türkische Blondine abgebildet war und die Lottozahlen, die ich spielen sollte?
Der Protagonist ist offensichtlich auch auf der Suche nach der Geschichte seiner eigenen Herkunft, obwohl die Tatsache, dass er selbst Teil dieser Geschichte sein soll, ihm „eher unheimlich ist“.
Gleichzeitig wird im Film die kleinbürgerliche Gesellschaft im Deutschland Ende der 1960er Jahre anschaulich charakterisiert.

## Vorgeschichte

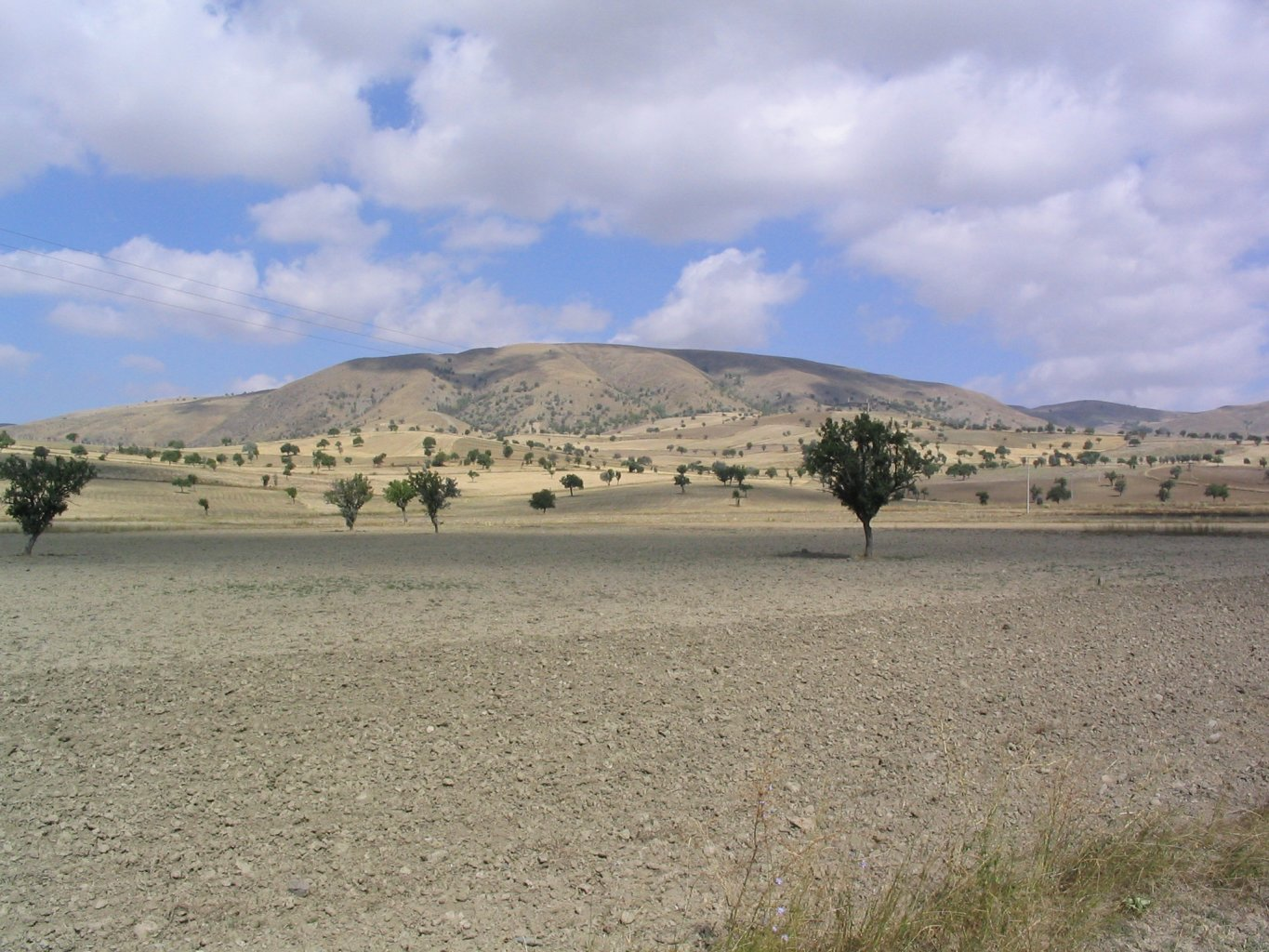
Autor Vetter begibt sich auf Spurensuche in Zentralanatolien

Der Autor und Regisseur des Filmes ist Sohn einer deutschen Angestellten und eines türkischen Kochs, der in den 60er Jahren in Deutschland gearbeitet hat. Nachdem bekannt wird, dass sich die junge Deutsche in den türkischen „Gastarbeiter“ verliebt hat, wird die ehemalige Studentin und damalige Hilfskraft in einer Bank von ihrer konservativen Familie verstoßen. Sie geht daraufhin mit ihrem Geliebten nach Hamburg. Hier wird sie mit Marcus Attila schwanger. Der Türke allerdings ist bereits Familienvater mit zwei Kindern und Ehefrau in der Türkei – von einem Besuch seiner Töchter kehrt der Kindsvater nicht mehr zu seiner schwangeren Freundin nach Deutschland zurück. Nach der Geburt scheitern die Versuche des Vaters, der sich über die Geburt eines Sohnes hocherfreut zeigt, Marcus Attila zusammen mit seiner Mutter in die Türkei zu holen, genauso wie Anträge des Türken auf Aufenthalt in Deutschland nun verwehrt werden.
Der Sohn des türkischen Arbeitsmigranten wächst bei der alleinerziehenden Mutter in Deutschland auf (die einzige kurze Begegnung mit seinem Vater findet im Alter von sieben Jahren statt). Die Mutter, die auch später keine Unterstützung mehr durch ihre Familie erhalten wird, verwindet den Weggang des Kindsvaters nie. Marcus Attila wird – ohne dass sein Vater, dessen einziger Sohn er bleibt, dies erfährt – ein bekannter und vielfach preisgekrönter deutscher Dokumentarfilmer. Als dieser beschließt Vetter schließlich im Alter von 38 Jahren einen Film über den ihm unbekannten Vater zu machen. Der jährliche Sommeraufenthalt des inzwischen 72-Jährigen in seinem Heimatdorf am Schwarzen Meer in Zonguldak soll das Szenarium hierfür bilden. 
Zwei Jahre zuvor hatte Vetters Vater seinen Sohn über eine türkische Fernsehsendung, die Menschen, die sich aus den Augen verloren haben, zusammenführt, gefunden. Das Angebot des Senders, seinen Vater vor laufenden Kameras zu treffen, hatte der Regisseur damals aber noch abgelehnt. 

### Brief an den Vater
Mit einem Brief an seinen Vater leitet der Dokumentarfilmregisseur sein Vorhaben ein.
Das Einzige, was ich von dir habe, sind zwei Fotos, eine Postkarte und die Erinnerung daran, wie du eines Tages plötzlich vor mir standest. Du wirst dich fragen, warum ich mich jetzt erst melde. Es ist nicht so einfach, einen türkischen Vater zu haben, den man nicht kennt. Als Kind habe ich deshalb manchmal erzählt, dass du Franzose bist,
heißt es dort und
Jetzt möchte ich dich endlich kennenlernen. Gülay, unsere Nachbarin, könnte mitkommen und übersetzen. Wenn du einverstanden bist, würde ich eine Kamera mitbringen. Ich habe nämlich die Idee, einen Film über dich zu machen.
Weiter schreibt Vetter von der Befindlichkeit seiner Mutter in Bezug auf seinen Weggang, lässt aber auch die Frau des Vaters und seine Halbschwestern grüßen.

### Tagebuchaufzeichnungen der Mutter
Die Geschichte seiner Eltern konnte der Autor in einem Buchmanuskript nachlesen, das die Mutter aus ihren damaligen Tagebuchaufzeichnungen angefertigt hat. Auszüge aus diesem verwendet Vetter auch im Film.

## Struktur
Der Film zeigt grob chronologisch den Aufbruch des Regisseurs in das anatolische Bergdorf Çubuk und die Begegnung mit seinem Vater sowie weiteren Verwandten. Innerhalb dieses Handlungsfadens verwendet er allerdings Montagetechnik entgegen den tatsächlichen zeitlichen Abläufen, etwa wenn Gespräche der Geschwister inhaltlich passend Interviewsituationen mit dem Vater gegenübergestellt werden.
Mit einer vom Regisseur selbst bedienten Handkamera werden daneben immer wieder auch intimere Momente der Begegnungen in den Verlauf eingeflochten. Mit Schwarzweiß-Filter werden hier Situationen der Vergangenheitsbewältigung deutlich gemacht. Aus dem Off schildern derweil ergänzend die ausführlichen Tagebuchaufzeichnungen der Mutter, gesprochen von Corinna Harfouch, in Rückblenden die Geschichte der großen und schwierige Liebe zu Marcus Attilas Vater in der Bundesrepublik der 1960er Jahre.
Türkische Erzählungen werden bisweilen von weiteren Sprechern übersetzt, alltägliche Gesprächssituationen und Unterhaltungen meist nur untertitelt.

## Kritiken
Für Clemens Niedenthal von der taz geht es in dem Film Vetters in erster Linie um das Schicksal des Mannes, der seine Mutter
in einer Bundesbahnbaracke geschwängert hat. Der von der großen Liebe sprach und doch irgendwann heimging zu der anderen Frau und den anderen Kindern. Wie aus so viel Enttäuschung, auch auf Seite seiner türkischen Halbgeschwister, auf einmal so viel Wärme erwachsen kann (…). Gut möglich, dass Marcus Attila Vetter das beim Sichten des Filmmaterials nach seiner Rückkehr zum ersten Mal begriffen hat.
Bernhard Nellessen hält das Werk für einen
herausragenden Dokumentarfilm (…), der dem Zuschauer unter die Haut geht – und der in jeder Sekunde mehr ist als nur eine persönliche Spurensuche. 'Mein Vater, der Türke' wirft ein Schlaglicht auf ein Stück Zeitgeschichte, auf das deutsch-türkische Verhältnis und auf den Wandel von gesellschaftlichen Werten.

## Rezeption
Der Film lief nicht nur auf verschiedenen Dokumentarfilmfestivals, sondern z. B. auch auf der SinemaTürk München oder dem San Francisco International Film Festival und im regulären Kinoprogramm der Programmkinos. Vielfach preisgekrönt wurde Mein Vater, der Türke auch bereits mehrfach in den Kulturprogrammen des Fernsehens gezeigt.

## Auszeichnungen (Auswahl)
- „Bester Dokumentarfilm“ auf dem 12. Filmfestival Türkei / Deutschland
- Prix Europa für den „besten Dokumentarfilm“
- Golden Gate Award, San Francisco International Film Festival

### Nominierungen
- Adolf-Grimme-Preis 2007
- Banff World Television Festival in Kanada vom 10. bis zum 13. Juni 2007